# Midas (burletta)
Pour les articles homonymes, voir Midas (homonymie).
Midas est le titre d'une burletta, ou « faux opéra », de Kane O'Hara.
Créé en privé en 1760 près de Lurgan en Irlande, il est révisé et développé avec les encouragements de Lord Mornington et présenté sous sa nouvelle forme à Dublin en 1762 et au Royal Opera House de Covent Garden à Londres en 1764 (où il est représenté plus de 200 fois durant les 35 années suivantes). Il est mis en scène au Theatre Royal vers 1784. Le Jugement de Midas est un opéra d'André Grétry inspiré de l’œuvre d'O'Hara. 